# Galicismo
Galicismo ou francesismo é uma palavra ou expressão de origem francesa, ou afrancesada, tendo ou não mantida a sua grafia original.

## Usos
Ao se utilizar um galicismo inovador, sem termo vernáculo equivalente em língua portuguesa, caracteriza-se como um estrangeirismo, espécie de vício de linguagem. Exemplo: Ele comprou um pedaço de queijo comté.
Um galicismo que tenha sido incorporado ao vernáculo deixa de ser considerado estrangeirismo. Exemplo: Eu adoro ver as vitrines daquela loja ou O Governo cancelou vários laissez-passers.
Também é considerado um galicismo usar palavra ou expressão proveniente do francês ou do occitano em vez de uma equivalente vernácula, ou o uso de palavra mal-pronunciada, caracterizando-se ambos os casos como barbarismo. Exemplo: Ela tomou muito champagne ontem (em vez de champanhe ou champanha), ou Vocês estão muito chics. (em vez de chiques).
Por fim, um galicismo pode constituir um idiotismo quando utilizada expressão própria da língua francesa de maneira literal noutra língua, em vez de ser feita tradução livre. Exemplo: Faites attention, que deve ser traduzida como Presta atenção a ou Tem cuidado com, e não como Faz atenção .

## Uso de palavras francesas aportuguesadas
As palavras assinaladas com um asterisco ainda possuem a sua forma original francesa em uso corrente em países lusófonos, como por exemplo Portugal ou o Brasil, ou seja ainda estão em processo de aportuguesamento.
- abat-jour para abajur/abajourPB
- avalanche* para avalancha/avalanche
- boite para boate **
- ballet para baléPB
- bâton para batom
- bibelot* para bibelô **
- biberon para biberão ***
- bidet para bidêPB ou bidéPE
- brevet* para brevê ou brevete **
- bouquet* para buquê
- boutique* para butique
- buffet* para bufêPB ou bufê / bufetePE
- cabine* para cabina/cabine
- champagne para champanha/champanhePB ou champanhePE
- châlet para chalé
- camelot para camelô **
- camionette para camionete/caminhonetePB ou camioneta/camionetePE
- carnet para carnê **
- chic para chique
- chauffeur para chofer
- chef para chefe (geralmente usado com a grafia original para designar especificamente o "chefe de cozinha")PB
- cognac* para conhaque
- complot para complô
- coupon para cupomPB ou cupãoPE
- crochet* para crochêPB ou crochéPE
- desport (francês antigo) para desporto
- dossier* para dossiê
- écran para ecrã ***
- édredon para edredomPB ou edredom/edredãoPE
- escroc para escroque **
- filet para filéPB ou filetePE
- gaffe para gafe
- garage para garagem
- gare ***
- garçon* para garçom/garçãoPB ou garçon/empregado de mesaPE
- glacé para glacê **
- guichet para guichê
- guidon para guidom ou guidão **
- laissez-passer*
- maçon* para maçom ou mação
- madame*
- mayonnaise para maionese
- maquette para maquete ou maqueta
- maquillage para maquiagemPB ou maquilhagemPE
- marron para marrom **
- matinée para matinêPB ou matinéPE
- menu*
- omelette para omeleta ou omelete (em PE apenas a segunda)
- pierrot* para pierrô
- pivot para pivô
- popeline* para popelina
- purée para purêPB ou puréPE
- prêt-à-porter para pronto-a-vestir ***
- raquette para raquete ou raqueta
- rendez-vous para randevu **
- rez-de-chaussée para rés-do-chão ***
- rouge para ruge **
- sabotage para sabotagem
- toilette* para toalete **
- vitrine* para vitrina/vitrine

- * Muitas vezes utilizado com a grafia original.
- ** De uso exclusivo no Brasil.
- *** De uso exclusivo em Portugal.